# Moyshe Kulbak
Moyshe Kulbak (in yiddish משה קולבאַק; Smorgon, 20 marzo 1896 – Minsk, 29 ottobre 1937) è stato un poeta e scrittore bielorusso di origine ebraica in lingua yiddish, insegnante di yiddish.

## Biografia
Nato a Smorgon (oggi in Bielorussia, ma all’epoca nella Lituania zarista) da una famiglia ebraica, Kulbak studia alla prestigiosa yeshiva di Volozhin.
Inizia la sua carriera letteraria scrivendo poesie in ebraico. Nell'autunno del 1916 debutta sulle “Literarishe zamlheftn” di Vilna con la poesia “Shternelkh” che poi diventerà una canzone popolare. Nel 1917 pubblica sul giornale di Vilna “Letste nays” il frammento di un poema intitolato “Di tsersterung fun Babel”. Nel 1918, dopo il trattato di Brest-Litovsk, si reca dai genitori a Minsk, dove diventa insegnante nella locale scuola ebraica e lettore presso i corsi “Fröbel” ebraici. Pubblica poesie e articoli sul “Veker” di Minsk e una poesia nel giornale “Kultur un bildung”. All’inizio del 1919 si trasferisce a Vilna, dove continua la sua attività pedagogica come insegnante nella scuola elementare ebraica.
In quel tempo pubblica su “Di naye velt” di Vilna un frammento del poema “Shtot” (uscito più tardi insieme al poema “Yoste der shmid” sul “Veterbukh”, Vilna 1920).
La sua prima raccolta di poesie, “Shirim”, pubblicata a Vilna nel 1920, e le sue poesie sulla stampa periodica sono molto apprezzate dai lettori yiddish e hanno una grande risonanza presso la critica letteraria yiddish, che ritiene Kulbak uno dei più originali e importanti poeti della nuova generazione.
Nell’autunno del 1920 si reca a Berlino, dove spera di essere accolto come libero docente all’università, ma deve attendere di migliorare la sua conoscenza del tedesco. Entra in contatto con il gruppo di scrittori yiddish emigrati, fra cui David Bergelson ed Hersh Dovid Nomberg. Diventa grande amico dell'attore Herz Grosbart. A Berlino conosce la miseria e si guadagna da vivere come suggeritore presso la Vilner trupe, che allora staziona a Berlino, consolandosi con le grandi possibilità di completare la sua formazione che questa compagnia gli concede. Nello stesso periodo scrive il poema “Raysn”(pubblicato su “Tsukunft” nel 1922), il dramma “Yankev Frank” (Tsukunft 1923), conclude “Meshiakh Ben Efraym” (pubblicato a Berlino nel 1924) e altri lavori apparsi su “Tsukunft”.
Nel 1923 fa ritorno a Vilna, dove lavora fino alla sua partenza per l’Unione Sovietica come insegnante di letteratura yiddish nelle classi superiori del Real-Gymnasium e come lettore nel seminario per insegnanti yiddish. Pubblica il poema “Vilne” (Tsukunft 1926) e “Bunyie un Bere afn shliakh” (Tsukunft 1927), il romanzo “Montog” (Varsavia 1926). Diversi articoli vengono inoltre pubblicati nel “Vilner Tog”.
Tiene conferenze sulla letteratura yiddish e mette in scena con i suoi allievi diverse pièce come “Laykhtzin und fremelay” di Volfson. Nel giugno 1927 viene eletto presidente del Pen-Club di letteratura yiddish.
Nel 1929 esce presso il Kletskin-Varlag di Vilna una raccolta di suoi scritti fino al 1928 in tre volumi. Nell’ottobre 1929 parte per l’Unione Sovietica e si stabilisce a Minsk. Poco tempo dopo lo raggiunge la famiglia. La nomea di “romantico e mistico” gli rende difficile l'adattamento nella realtà sovietica.
Alcune settimane dopo essersi stabilito a Minsk, scrive una cartolina al suo amico di Vilna A. Golomb: “Datemi un consiglio sincero, vengo dal bagno pubblico, dove bisogna lavarsi bene e pulirsi se non si vuole cadere dal margine della vita.”
Più tardi pubblica poesie nell' “Oktiaver shtern” di Minsk. Nel 1929 uscì, sempre a Minsk, una selezione delle sue prime poesie e dei poemi.
L’opera principale del periodo sovietico è “Di Zelmenianer”, un lungo romanzo picaresco che descrive le vicende di una famiglia di Minsk nella Russia sovietica; il racconto uscì a Minsk in due volumi, nel 1931 e nel 1935.
Nel 1933 pubblica il poema autobiografico sulla sua vita in Germania: “Disner Tshayld Harold”(alcuni frammenti escono nel 1931 su “Shtern” e su “Oktober” di Minsk nel 1932 e nel 1933 sul “Farmest”).
Nel 1934 pubblica un volume di poesie scelte, “Geklibene lider”, e nel 1935 il dramma “Boytre”(su “Shtern” di Minsk, numeri 7. 9. 11 del 1936, riedito nella “goldene keyt” n. 13 del 1952), poi inscenato nel Teatro Statale Yiddish a Mosca. Nello stesso anno traduce per il Teatro Statale Yiddish della Russia Bianca il “Revisor” di Gogol.
Poco prima del 1937 è messa in scena una sua commedia fino a oggi irreperibile, “Benyomin Magirov”, che rappresenta l’attività di un conciatore yiddish, attivo durante la rivoluzione, destinato a guidare un gruppo di partigiani in uno shtetl della Russia Bianca durante l’invasione polacca dopo la rivoluzione d’ottobre. Moyshe Goldblatt, l’artista yiddish sovietico e regista che avrebbe dovuto rappresentare il ruolo di Benyomin Magirov e che lo traduce su "Sovietish Heymland" (n. 1, 1964) parti di questa commedia, sostiene che si tratta del “culmine dell’attività drammatica di Moyshe Kulbak”.
La critica letteraria yiddish sovietica legge “ideologicamente” le opere di Kulbak , chiedendogli di “riformarsi”.
Il suo dramma “Boytre” è stato recentemente inscenato dal circolo drammatico yiddish di Vilna. Una nuova edizione dell’opera di Kulbak è stata edita nel 1953 dalla casa editrice Ziko di New York con il titolo “Geklibene verk”, comprendente la prima parte di “Zelmenianer” e una selezione delle sue poesie e dei poemi.
Nella “goldene keyt” n. 27 del 1957 sono state pubblicate diverse poesie in ebraico e in yiddish, un canzoniere e frammenti di un manoscritto trovato presso un amico d’infanzia di Kulbak.

## I due principali romanzi
Kulbak scrisse poemi, romanzi fantastici o “mistici” e, dopo il rientro in Unione Sovietica, anche “satire sovietiche”.
Il romanzo mistico Il messia della casa di Efraim (1924) riunì molti elementi del folklore e della credenza apocalittica ebraica, presentandoli da una prospettiva debitoria verso il cinema espressionista tedesco. Il romanzo riguarda soprattutto il povero Benye, che potrebbe essere il messia, e il cui destino è legato a quello del Lamed-vavnik (uno dei 36 giusti citati dalla Cabala ebraica). Benye e molti altri personaggi patiscono esperienze così strane da apparire incomprensibili a loro stessi e agli stessi lettori. Personaggi leggendari come Lilith e Simkhe Plakhte appaiono nelle pagine del romanzo.

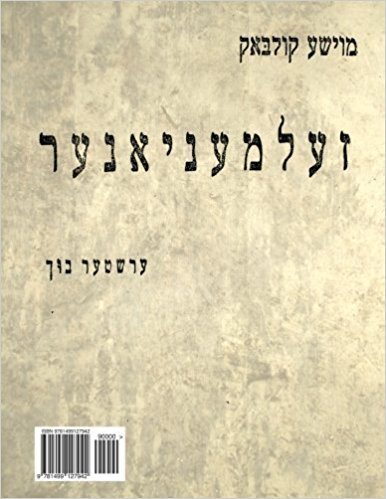
Frontespizio della nuova edizione yiddish

 Il romanzo Gli Zelmenyani (1931-35) descrive con realismo le assurdità della vita sovietica attraverso le vicende di una famiglia allargata ebraica. Nel cortile fondato da reb Zelmele si susseguono le generazioni dei suoi discendenti, gli Zelmenyani. Sarti, orologiai, Luftmenschen solo apparentemente appartengono al “solito” shtetl, perché devono fare i conti con la più grande rivoluzione mai avvenuta (quella d'Ottobre) e con la realizzazione del comunismo. Mentre i “vecchi” sono tenacemente attaccati alle loro tradizioni, i giovani aderiscono entusiasticamente ma acriticamente al nuovo credo. Da questo contrasto nascono una serie di avventure e situazioni tragicomiche assolutamente nuove e originali all’interno della produzione in lingua yiddish del XX secolo.

## La morte
Nel settembre 1937, durante le purghe staliniane, Moyshe Kulbak viene arrestato dal Commissariato del popolo per gli affari interni (NKDV) con l’accusa di spionaggio, inviato in un campo di lavoro e ucciso in una foresta nei pressi di Minsk a fine ottobre.
Nel 1956 Kulbak è stato ufficialmente riabilitato dall’accusa di alto tradimento.

## Opere
- Shtot (Città, poema), 1920.
- Lider (Poesie), 1922.
- Meshiekh ben Efrayine (Il messia della casa di Efraim, romanzo), 1924.
- Vilné (Vilna, poema), 1926.
- Bunye un Bere afn shliakh (Bunye e Bere per strada, romanzo), 1927.
- Disner Childe Harold (Il pellegrinaggio del giovane Aroldo, poema), 1933.
- Meshiekh ben Efrayine (Il messia della casa di Efraim). Traduzione inglese in: Yenne Velt, a cura di Joachim Neugroschel (1976; ristampa New York: Wallaby, 1978).
- Di Zelmenyaner (Gli Zelmenyani), Minsk 1931-35. Edizione italiana a cura di Alessandra Cambatzu e Sigrid Sohn (Torino: Mayse, 2014).

### Sitografia
- Yivo Enclyclopedia
- Yidishkayt
- Clare Fester parla dei viaggi di Yidishkayt
- Disner Childe Harold
- Gli Zelmenyani
- Forverts (20 marzo 2015)
- Alessandra Cambatzu parla degli Zelmenyani al programma radiofonico Il vaso di Pandora (17 aprile 2015)